# Хиллари Скотт (порноактриса)
Это статья о порноактрисе; об американской певице см. Скотт, Хиллари.
Хиллари Скотт (англ. Hillary Scott, род. 3 февраля 1983 года, Нейпервилл, Иллинойс, США) — американская порноактриса.

## Биография
Выросла в Чикаго. Хиллари впервые проявила интерес к порно в возрасте 11 лет, у видев ночную трансляцию порнофильма на кабельном телеканале Cinemax. Вышла замуж после окончания средней школы, но уже через полгода развелась. Хиллари два с половиной года работала в ипотечном банке, однако уволилась после того, как ей наскучила эта должность.
В своё время увлекалась пирсингом, но перестала, после чего извлекла из своего тела большую его часть. В 2006 году она заявила, что из проколотого у неё остались только уши. В одном из интервью 2005 года Хиллари заявила, что страдает социофобией.
В конце августа 2004 года она приезжает в Лос-Анджелес, где пробует себя в фильмах для взрослых. Дебютировала Хиллари во втором эпизоде фильма Double Play вместе с Марком Ашли. После многочисленных гонзо-фильмов, в которых она проявила свои навыки в анальном сексе, она засветилась в крупнобюджетном фильме Darkside вместе с Дженифер Кэтчэм. За роль в этом фильме она получила награды в категории «Best Oral Sex Scene — Film» и «Best Group Sex Scene — Film» на AVN Awards 2006. 20 апреля того же года она получила награды XRCO Awards в номинациях «Best New Starlet» и «Orgasmic Oralist»
15 мая 2006 года она приняла участие в эфире англ. Sirius Satellite Radio, где осветила работу порностудии изнутри.
В 2007 она снялась в фильме Corruption, за который получила премию AVN Awards в номинации «Best Actress in a Video». Сам фильм получил семь наград американского «порно Оскара» в различных номинациях. В этом фильме Хиллари Скотт участвовала в семи сексуальных сценах и исполнила длительное двойное проникновение вместе со Стивом Холмсом и Дженнером.
Также Скотт заменяла Джессику Суит в роли Бритни Рирс в фильме Britney Rears 3: Britney Gets Shafted.
23 апреля 2007 Хиллари, в эфире Howard Stern radio заявила, что подписала то, что она назвала «крупнейшим порно-контрактом в истории» на сумму $1 млн за 4 года с SexZ Pictures. Однако Скотт и SexZ Pictures расстались после чуть более двух лет совместной работы, и теперь Хиллари представляет LA Direct Models.
Скотт появилась в эпизоде Шоу Джерри Спрингера под названием «A Porn Star Broke Us Up», которое вышло 1 февраля 2010 года.
По данным на 2020 год, Хиллари Скотт снялась в 734 порнофильмах и срежиссировала 8 порнолент.

## Награды
| Год  | Премия          | Номинация                            | Работа                                                                                   | Результат |
| ---- | --------------- | ------------------------------------ | ---------------------------------------------------------------------------------------- | --------- |
| 2005 | CAVR Award      | Лучшая новая старлетка               |                                                                                          | Победа    |
| 2006 | AVN Award       | Лучшая оральная сцена — фильм        | Dark Side (с Алисией Алигатти и Рэнди Спирсом)                                           | Победа    |
| 2006 | AVN Award       | Лучшая групповая сцена — фильм       | Dark Side (с Алисией Алигатти, Пенни Флейм, Диллан Лорен, Рэнди Спирсом и Джоном Уэстом) | Победа    |
| 2006 | XRCO Award      | Новая старлетка года                 |                                                                                          | Победа    |
| 2006 | XRCO Award      | Оргазмическая аналистка              |                                                                                          | Победа    |
| 2006 | CAVR Award      | Звезда года                          |                                                                                          | Победа    |
| 2007 | AVN Award       | Лучшая актриса года                  |                                                                                          | Победа    |
| 2007 | AVN Award       | Лучшая актриса — видео               | Corruption                                                                               | Победа    |
| 2007 | XRCO Award      | Оргазмическая аналистка              |                                                                                          | Победа    |
| 2007 | XRCO Award      | Оргазмическая оралистка              |                                                                                          | Победа    |
| 2007 | XRCO Award      | Супершлюха                           |                                                                                          | Победа    |
| 2007 | XRCO Award      | Актриса года                         | Corruption                                                                               | Победа    |
| 2008 | AVN Award       | Лучшая актриса второго плана — видео | Upload                                                                                   | Победа    |
| 2008 | F.A.M.E. Awards | Самая грязная девушка в порно        |                                                                                          | Победа    |
| 2008 | XRCO Award      | Оргазмическая аналистка              |                                                                                          | Победа    |
| 2009 | AVN Award       | Лучшая групповая сцена               | Icon                                                                                     | Победа    |

- 2016 введена в Зал славы XRCO